# Vdara
Vdara est un gratte-ciel de 169 mètres de hauteur construit à Las Vegas au Nevada aux États-Unis de 2006 à 2009.
Il abrite un hôtel de 1 543 chambres.
Il fait partie du complexe CityCenter qui comprend également les Veer Towers et l'Aria Resort & Casino
L'architecte est Rafael Viñoly d'origine uruguayienne.

## Les services de l'hôtel

### Les chambres
L’hôtel compte 1 495 chambres et suites
| - Deluxe Suite - Vdara Suite - City Corner Suite - Executive Corner Suite - Panoramic Suite |  | - Two Bedroom Hospitality Suite - One Bedroom Penthouse - Two Bedroom Penthouse - One Bedroom Loft - Two Bedroom Loft |

### Les restaurants
- Bar vdara
- Market cafe vdara
- Pool & lounge vdara
- Starbucks
- In-suite dining